# Luvuvhu
Il Luvuvhu, detto anche Pafuri, è un fiume lungo circa 200 km del nord del Sudafrica, affluente di destra del Limpopo.
Il fiume nasce sulle pendici meridionali dei monti Soutpansberg, quindi scorre per circa 200 km in direzione ovest-est nella provincia del Limpopo, attraversa il Parco nazionale Kruger, e sfocia nel fiume Limpopo presso il cosiddetto Crooks Corner, cioè il punto in cui si incrociano i confini del Sudafrica, Mozambico e Zimbabwe.

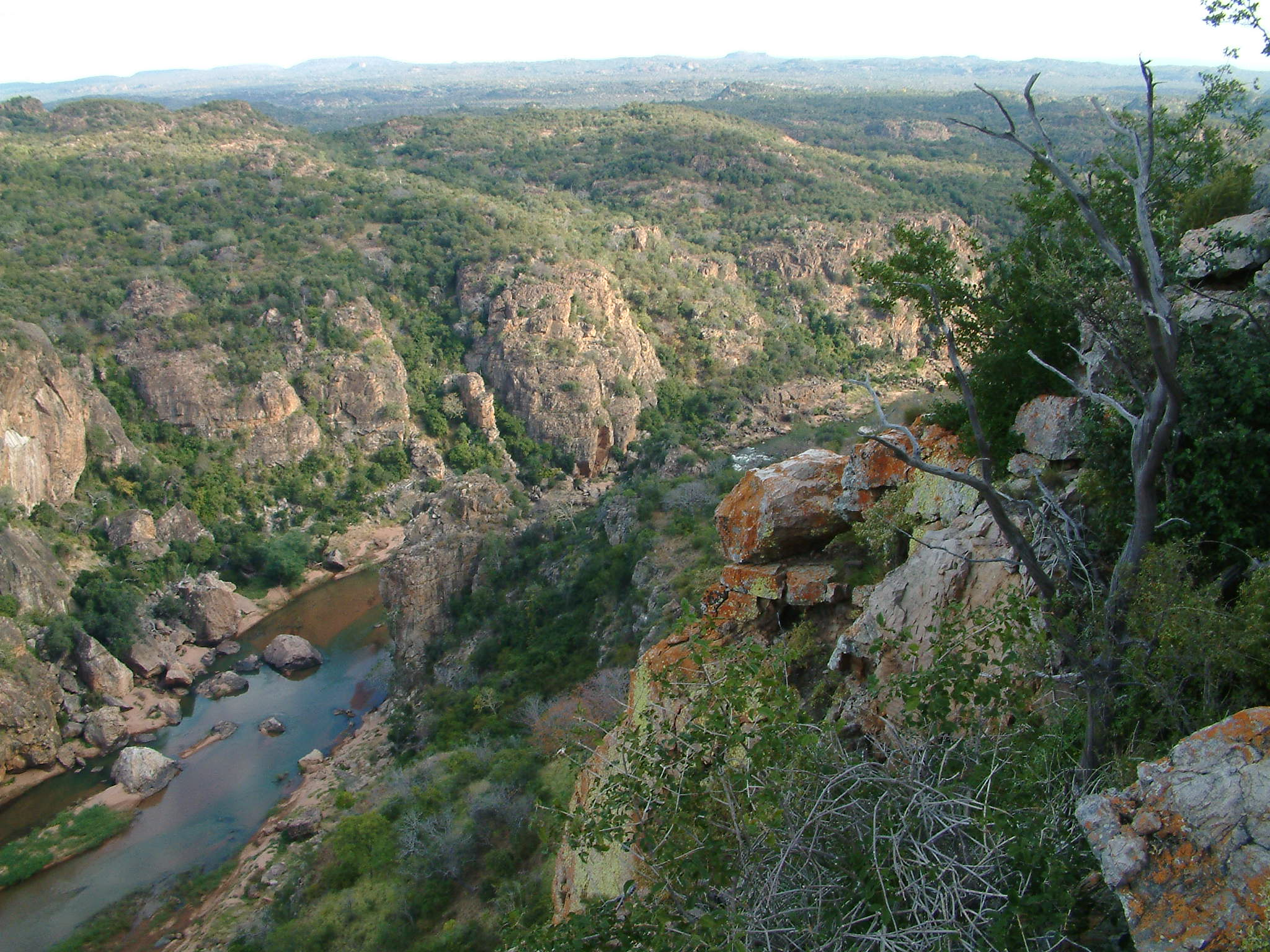
Lanner Gorge

I principali affluenti del Luvuvhu scendono anch'essi dai monti Soutpansberg e quindi affluiscono tutti sulla riva sinistra. Fra questi: lo Sterkstroom, il Latonyanda, il Dzindi, il Mutshindudi, ed il principale affluente, il Mutale che proviene dal lago Fundudzi. Il Mutale confluisce nel Luvuvhu subito prima della gola detta Lanner Gorge sul confine orientale del Parco nazionale Kruger.
Quando il fiume entra nel parco Kruger cambia nome e viene chiamato Phafuri o Pafuri in lingua tsonga dalle popolazioni Vatsongas.
La parte più settentrionale del Parco nazionale Kruger compresa fra il Limpopo ed il Luvuvhu è chiamata Triangolo di Pafuri o Makuleke.

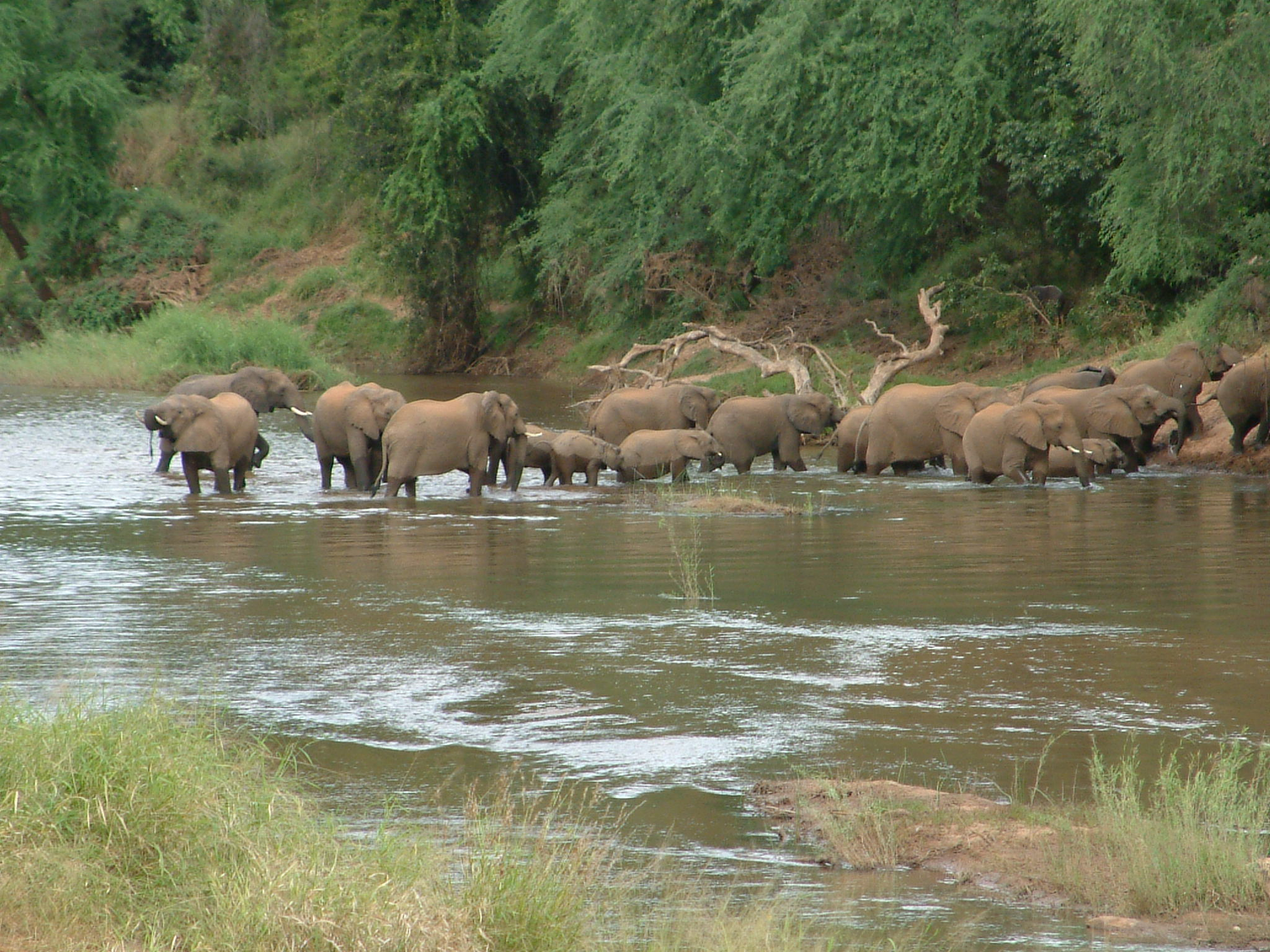
Una mandria di elefanti che attraversano il Luvuvhu nel Makuleke.

Lungo il corso del fiume sono state realizzate diverse dighe, principalmente a scopo di irrigazione. Attualmente le due dighe più grandi sono la diga di Albasini, nella parte iniziale del corso del fiume a circa 20 km a sud-est di Louis Trichardt, e la diga Nandoni nella parte centrale del fiume, alla confluenza con il Dzindi a est della città di Thohoyandou.